# Roland Kaehlbrandt

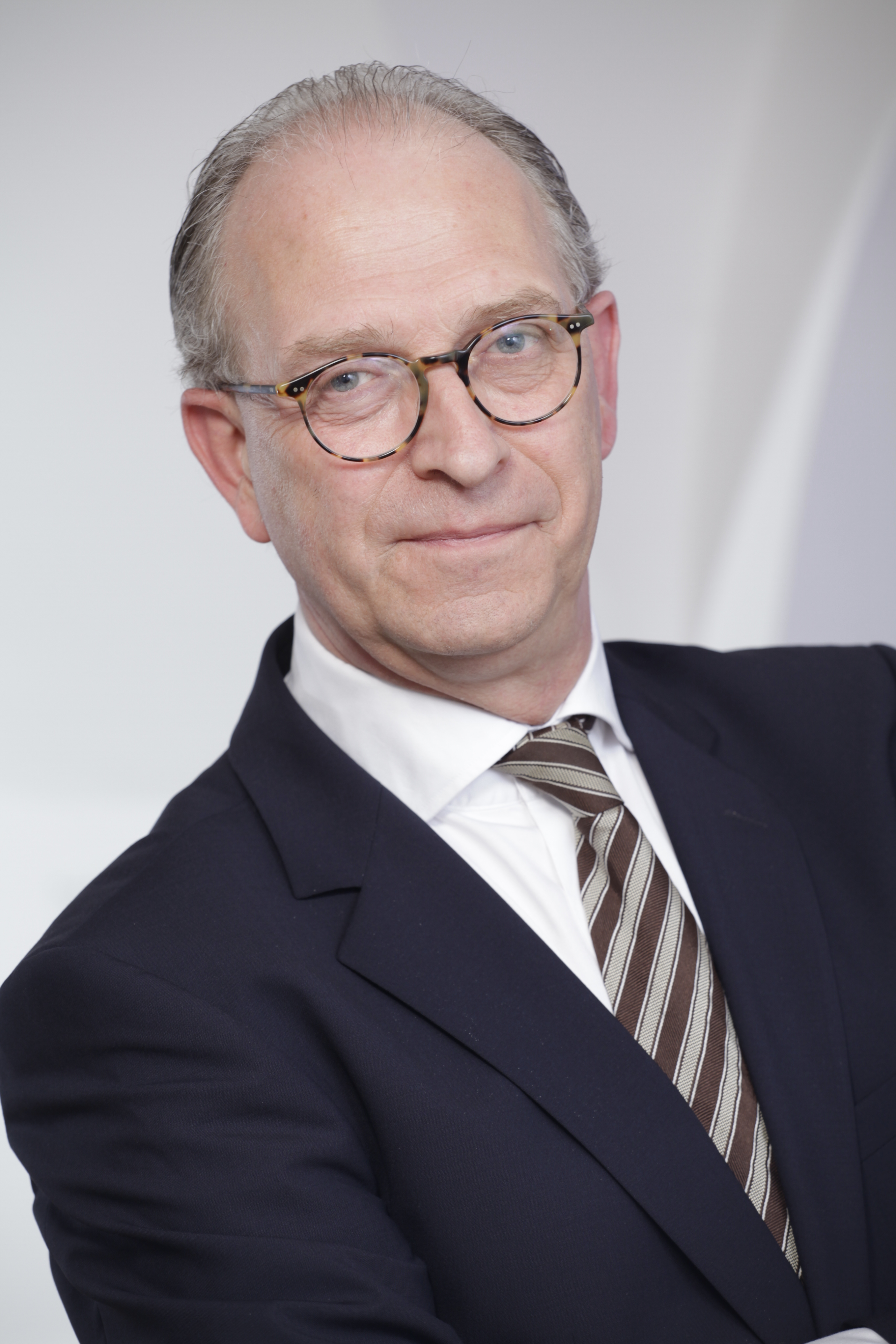
Roland Kaehlbrandt, 2012

Roland Kaehlbrandt (* 25. Dezember 1953 in Celle) ist ein deutscher Sachbuchautor, Sprachwissenschaftler und Stiftungsexperte. Er ist Honorarprofessor für Sprache und Gesellschaft an der Alanus Hochschule für Kunst und Gesellschaft in Alfter bei Bonn. Er ist Mitglied des Vorstands der Hessischen Landesstiftung Miteinander in Hessen und des Kuratoriums der Deutschen Akademie für Sprache und Dichtung. Von 2008 bis 2022 war er Vorstandsvorsitzender der Stiftung Polytechnische Gesellschaft Frankfurt am Main.

## Leben und Wirken
Nach dem Studium der Sozialpädagogik leitete Roland Kaehlbrandt zunächst eine Jugendeinrichtung der Evangelischen Kirchengemeinde in Köln. Anschließend studierte er Romanische und Germanische Philologie sowie Völkerkunde an der Universität zu Köln. Sein Studium verdiente er sich als Werkstudent, indem er an der Volkshochschule Französisch sowie Deutsch als Fremdsprache unterrichtete und als Prüfer für VHS-Sprachdiplome fungierte. Mit einem Stipendium konnte er 1979 für ein Jahr am DAAD-Romanistenprogramm an der Pariser Universität Sorbonne teilnehmen.
Nach dem Magister artium erhielt Kaehlbrandt von 1983 bis 1985 ein Doktorandenstipendium des Landes Nordrhein-Westfalen. 1985 bis 1990 war er als DAAD-Lektor für deutsche Sprache an der Universität Paris III tätig. 1987 wurde er zum Direktor der Deutschen Stiftung Maison Heinrich Heine berufen, die er bis 1990 leitete. Sein Doktordiplom erhielt Kaehlbrandt 1989 von der Universität zu Köln mit einer linguistischen Dissertation. 1990 kehrte er nach Deutschland zurück und begleitete als Pressesprecher des Deutsch-Französischen Jugendwerks den Aufbau der deutsch-französischen Jugendarbeit in den neuen Bundesländern.
Seine Tätigkeit für Stiftungen setzte Kaehlbrandt 1993 fort, indem er als Kommunikationschef zur Bertelsmann Stiftung in Gütersloh wechselte und dort zugleich dem Geschäftsleitungskreis angehörte. Die operative Stiftungsarbeit, verbunden mit aktiver Kommunikation, prägte ihn. Nach sechs Jahren Stiftungsarbeit unter der Führung von Reinhard Mohn wechselte er als Geschäftsführer zur Hertie-Stiftung in Frankfurt am Main. An der operativen Neuausrichtung der Stiftung wirkte Kaehlbrandt durch die Entwicklung und den Aufbau mehrerer großer Projekte in den Bereichen Integration und Sprachkultur mit (Bundeswettbewerb Jugend debattiert, Start (Stipendium) für begabte Zuwandererkinder, Grundschulprogramm Deutsch & PC).
Im Jahr 2005 wurde Kaehlbrandt in den Vorstand der neu errichteten Stiftung Polytechnische Gesellschaft in Frankfurt berufen, die die aufklärerische Tradition ihrer Muttergesellschaft und Stifterin, der 1816 gegründeten Bürgervereinigung Polytechnische Gesellschaft e. V., durch die Förderung von Bildung und Verantwortung mit Fokus auf Frankfurt am Main fortsetzt. Mit einem Vermögen von 456 Millionen Euro (Stand: 2020) zählt die Stiftung zu den großen deutschen Privatstiftungen. Seit 2005 hat sie eigene operative Projekte in den Bereichen Familienbildung, Sprachbildung, kulturelle Bildung, Hinführung zu Naturwissenschaft und Technik sowie Bürgerkompetenz entwickelt, darunter neuartige Bildungsprojekte wie das Diesterweg-Stipendium für Kinder und Eltern oder den Großen Rechtschreibwettbewerb. Mehrere Projekte wurden mit Preisen ausgezeichnet und verbreiteten sich über Frankfurt hinaus in Kooperationsstrukturen mit anderen Stiftungen und Kommunen. Von 2008 bis 2022 war Kaehlbrandt Vorstandsvorsitzender der Stiftung. 2023 wurde er per Kabinettsbeschluss der Hessischen Landesregierung zum Mitglied des Vorstands der Hessischen Landesstiftung Miteinander in Hessen berufen. Die Stiftung fördert mit bürgernahen Projekten den gesellschaftlichen Zusammenhalt in Hessen. Ebenfalls 2023 berief ihn die Heraeus-Bildungsstiftung in ihren Beirat. Die Stiftung ist in der Qualifikation von Schulleitungen aktiv.
Von 1997 bis 2006 war Kaehlbrandt Lehrbeauftragter für Stilistik und Rhetorik am Institut für Journalistik der Universität Dortmund und von 2007 bis 2016 akademischer Studienleiter des Intensivstudiums Stiftungsmanagement an der EBS Universität für Wirtschaft und Recht. Seit September 2016 lehrt er als Honorarprofessor für Sprache und Gesellschaft an der Alanus Hochschule für Kunst und Gesellschaft in Alfter. Zudem verfasste er mehrere Bücher über die deutsche Sprache.

## Sachbuchautor und Publizist
Kaehlbrandt war bereits als Student immer wieder auch publizistisch für Tages- und Wochenzeitungen als Kolumnist aktiv. 1999 veröffentlichte er sein erstes populäres Sachbuch über die deutsche Sprache: „Deutsch für Eliten“ (DVA). Im Jahr 2001 folgte ein Porträt der Kommunikationsgesellschaft unter dem Titel „Buntes deutsches Bestiarium“ (DVA). 2005 erschien das Büchlein „Vom Zauber des kleinen Glücks“ (Eichborn). Im Jahr 2007 veröffentlichte er das sprachkritische Buch „Plastikdeutsch. Ein Lexikon der Sprachverirrungen“ (Piper; Co-Autor: Walter Krämer). 2009 folgte, ebenfalls mit Walter Krämer, das „Lexikon der schönen Wörter“ (Piper; Co-Autor: Walter Krämer). 2016 veröffentlichte Kaehlbrandt das „Logbuch Deutsch. Wie wir sprechen, wie wir schreiben“ (Vittorio Klostermann). Im Jahr 2022 folgte die Monographie „Deutsch – eine Liebeserklärung. Die zehn großen Vorzüge unserer erstaunlichen Sprache“ (Piper). Der Titel erreichte Platz 5 auf der SPIEGEL-Bestsellerliste Taschenbuch/Sachbuch.

## Privates
Roland Kaehlbrandt wuchs in Köln auf; seine Vorfahren stammen aus Norddeutschland, seine Eltern aus dem Baltikum, unter ihnen sind Juristen, Kaufleute und evangelische Pfarrer. Er ist verheiratet und hat zwei Kinder.

## Mitgliedschaften und Engagement
Im Rahmen seines ehrenamtlichen Engagements für den Bundesverband Deutscher Stiftungen leitete Kaehlbrandt von 2001 bis 2007 dessen Arbeitskreis Bildung. Von 2007 bis 2014 war er Mitglied des Vorstands sowie Vorsitzender der Jury des KOMPASS-Preises des Bundesverbands.
Von 2007 bis 2022 war er Vorstandsvorsitzender der Initiative Frankfurter Stiftungen. Kaehlbrandt ist Mitglied des Kuratoriums der Deutschen Akademie für Sprache und Dichtung, des Beirats der Heraeus-Bildungsstiftung, des Vorstands der Hessischen Landesstiftung Miteinander in Hessen und des Gesundheitsbeirats des Gesundheitsamtes der Stadt Frankfurt am Main.

## Veröffentlichungen (Auswahl)
- Das Prinzip Verantwortung. Stiftungen als Impulsgeber und Begleiter gesellschaftlicher Veränderungen. In: die waage. Zeitschrift der Grünenthal GmbH. Band 35, Nr. 3 (= S. 88–133: Stiftungen), 1996, S. 97–103.
- Deutsch für Eliten. DVA, München 1999, ISBN 978-3-421-05186-8.
- Buntes Deutsches Bestiarium: Lexikon der unvermeidlichen Mitmenschen. DVA, München 2001, ISBN 978-3-421-05478-4.
- mit Walter Krämer: Plastikdeutsch – Ein Lexikon der Sprachverirrungen. Piper, München 2009, ISBN 978-3-492-25317-8.
- mit Walter Krämer: Lexikon der schönen Wörter. Piper, München 2011, ISBN 978-3-492-27318-3.
- Logbuch Deutsch. Wie wir sprechen, wie wir schreiben. Vittorio Klostermann, Frankfurt am Main 2016, ISBN 978-3-465-04255-6.
- Hallo! Was geht? Alles gut! Warum das Leben nicht zu kurz ist, um Deutsch zu lernen. In: Frankfurter Allgemeine Zeitung, Nr. 177, 1. August 2016, S. 9.
- „Ich will wachrütteln und motivieren.“ Der deutsche Linguist Roland Kaehlbrandt sieht Sprachbewusstsein als gesamtgesellschaftliche Aufgabe. In: Neue Zürcher Zeitung, 5. Mai 2017, S. 52.
- Deutsch – eine Liebeserklärung. Die zehn großen Vorzüge unserer erstaunlichen Sprache. Piper, München 2022, ISBN 978-3-492-31756-6.
- Tun, was fehlt und nützt. Über das Gelingen von Stiftungsarbeit. Frankfurter Allgemeine Zeitung, 15. September 2023
- Deutsch wird unterschätzt. Neue Zürcher Zeitung, 31. Januar 2023.
- Hä? Genau – In unsere schöne Sprache hält das Stakkato-Deutsch Einzug. Kürzer wird davon leider nicht jeder Vortrag. Süddeutsche Zeitung, 29. September 2023.
- Ist Deutsch hässlich? Süddeutsche Zeitung, 5. Dezember 2023
- Deutsch lernen ist möglich. Süddeutsche Zeitung, 3. Juni 2024
- Gehst du Guckparty? Süddeutsche Zeitung, 11. Juni 2024
- Süddeutsche Zeitung, 3.6.2024: Deutsch lernen ist möglich
- Frankfurter Allgemeine Zeitung, 20.11.2024: Unvergleichlich! Knappheit und Opulenz. Was die französische Sprache der deutschen Sprach voraushat
- Frankfurter Neue Presse, 6.1.2025: Vom Rowdy bis zum Hackenporsche

## Auszeichnungen
- 2023: „Officier de l‘Ordre des Arts et des Lettres“ am 20. Juli 2023 durch die französische Kulturministerin Rima Abdul Malak
- 2018: Officier de l’Ordre national du Mérite (Nationaler Verdienstorden Frankreichs)[13]
- 2017: Ehrenplakette der Stadt Frankfurt am Main[14]
- 2016: Bundesverdienstkreuz am Bande[15]
- 2009: Hessischer Verdienstorden